# Nicholas Martinsen
Nicholas Fadler Martinsen (Bergen, 29 de mayo de 1994) es un deportista noruego que compitió en vela en la clase Europe. Ganó una medalla de bronce en el Campeonato Mundial de Europe de 2012.

## Palmarés internacional
| Campeonato Mundial | Campeonato Mundial | Campeonato Mundial | Campeonato Mundial |
| Año                | Lugar              | Medalla            | Clase              |
| ------------------ | ------------------ | ------------------ | ------------------ |
| 2012               | La Escala (España) | Medalla de bronce  | Europe             |